# Gustaf Dahl
För borgmästaren och författaren med samma namn, se Gustaf Dahl (borgmästare) (1890–1992)
Frans Gustaf Abraham Dahl, född 13 februari 1835 i Stockholm, död 21 september 1927 i Stockholm, var en svensk arkitekt, tecknare och målare. Dahl förknippas kanske främst med Kungliga biblioteket i Stockholm som uppfördes 1871–1877. Han var son till läraren Sven Abraham Dahl och Karolina Ulrika Mineur samt från 1871 gift med Alida Matilda Lovisa Hofgren och far till arkitekten Theodor Dahl.

## Liv och verk

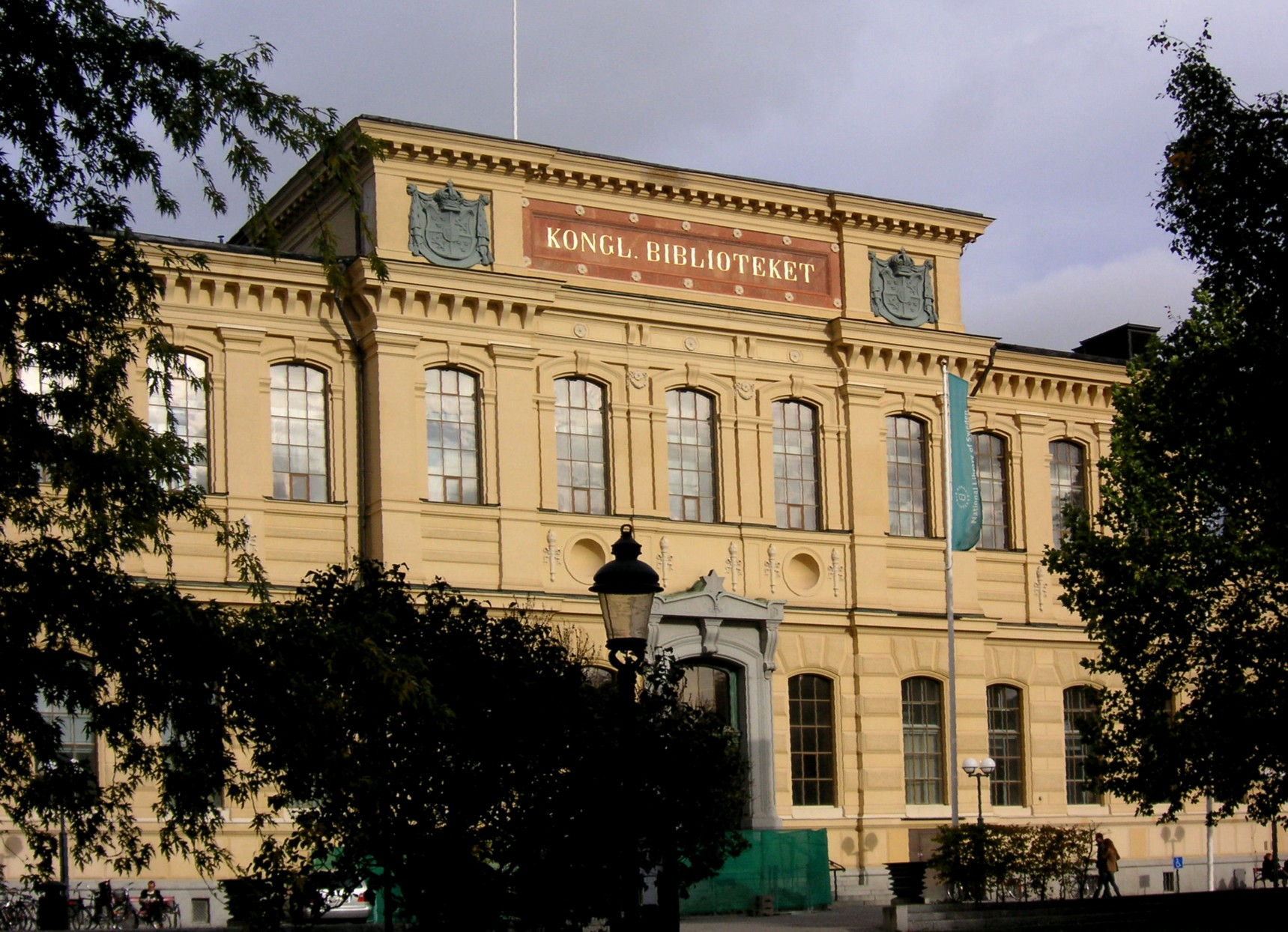
Kungliga Biblioteket

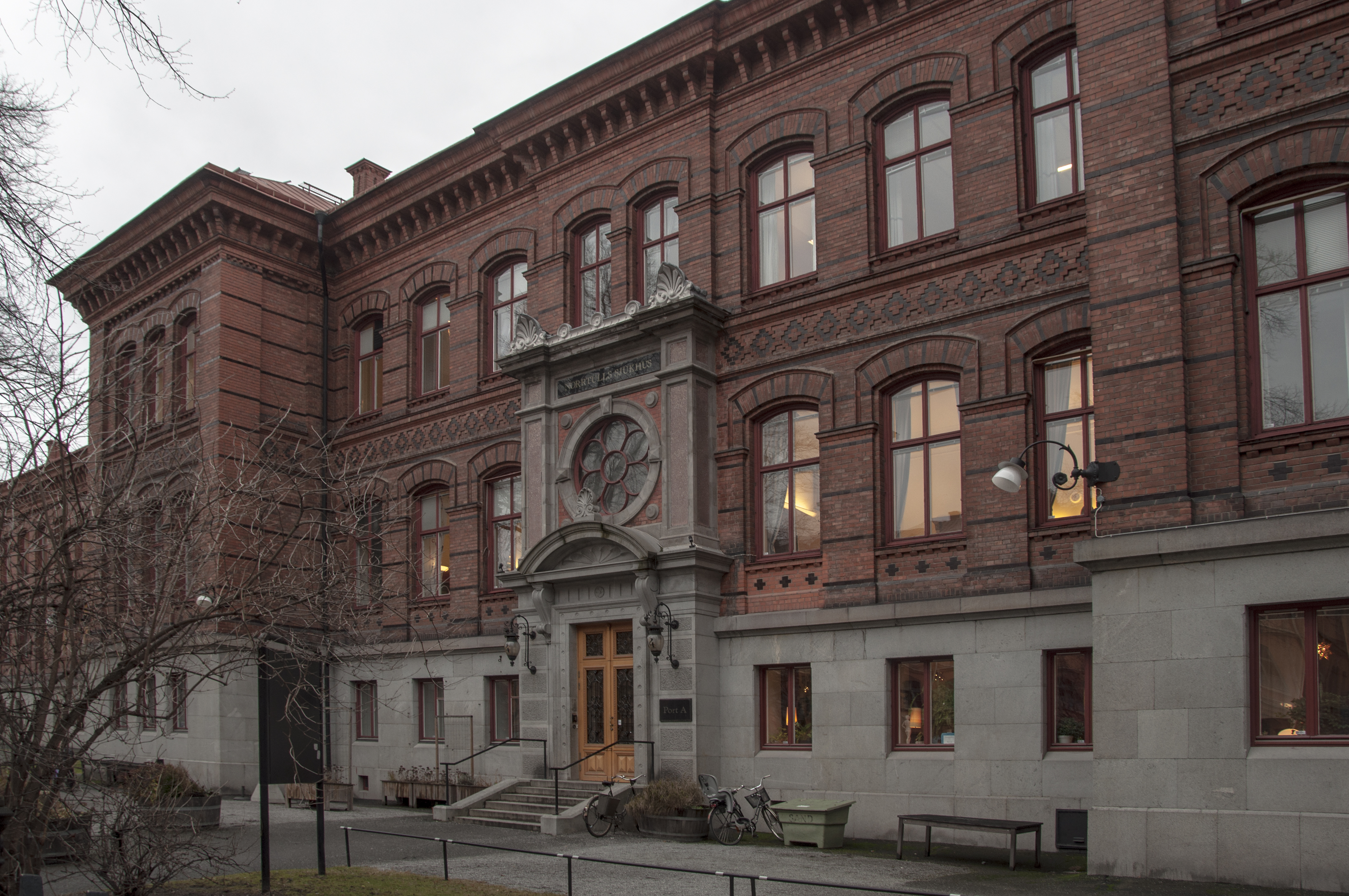
Allmänna barnhuset

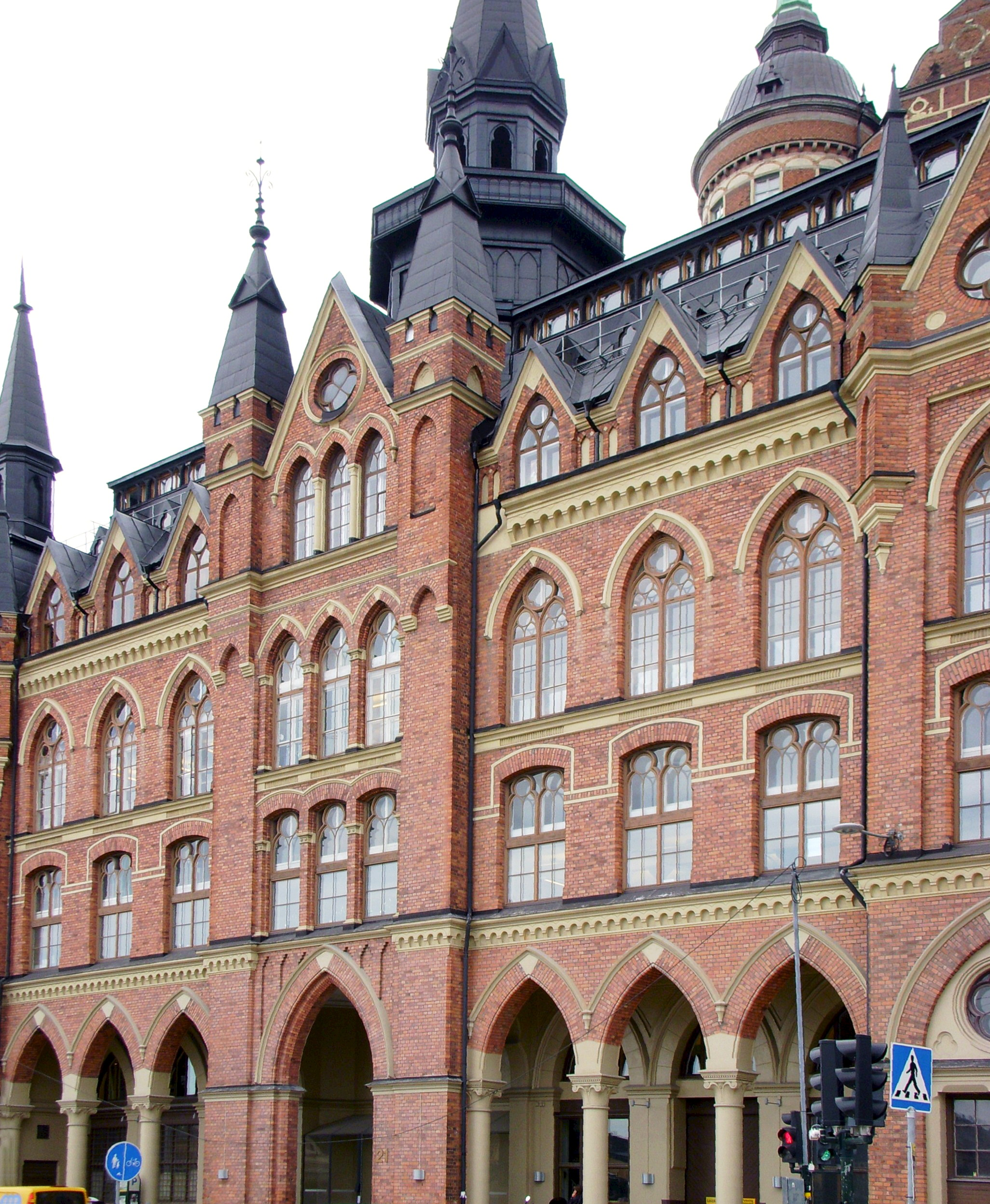
Mariahissen

Dahl studerade vid Konstakademien 1851–1864, vistades som akademiens resestipendiat i England, Frankrike, Tyskland, Italien och Spanien 1864–1869 och blev agré 1868 för att 1875 bli ledamot av akademien. Han var 1875-1923 Vetenskapsakademiens arkitekt, 1877–1883 lärare i ornamentik vid Kungliga tekniska högskolan, 1883–1886 vice professor i byggnadskonst vid i Kungliga akademien för de fria konsterna, 1886–1897 intendent och 1897–1903 förste intendent i Överintendentsämbetet. Kommendör av Vasaorden 2 kl., riddare av Nordstjärneorden, RR S:t St O 3 kl., ledamot av Franska Konstakademien, Kungl. Akademien för de fria konsternas hedersmedalj i guld (Stockholm).
Huvuddelen av produktionen infaller huvudsakligen under 1870- och 80-talen där Dahls arbeten präglas av tidens stileklekticism. Bland hans arbeten märks Kungliga biblioteket i Stockholm (1871–1877), vilket får ses som hans främsta verk, men även som utmärkande i byggnadskonst under detta decennium. Troligen har Henri Labroustes rationella biblioteksbyggnader, under Dahls besök i den franska huvudstaden, stått förebild för interiörerna. Med järnet och cementbetongen som dominerande byggnadsmaterial samt skilda sektioner kunde brandsäkerheten tryggas i det nya biblioteket. De rationella lösningarna ges även uttryck i Mariahissen (1885), där själva hissanordningen infogats i en skärmbyggnad i yppig nygotik. Dahl hade även stor produktion på landsbygden. Han genomförde restaurering av rådhuset i Gävle (1871), Sofiakyrkan i Jönköping (1884–1888) och flera landsbygdskyrkor, Stadshotellet i Sala (1881–1882), Riksbankens byggnader i Mariestad och Vänersborg. För Postverket ritade han posthus i Sundsvall (1891–1893), Katrineholm och Nässjö, samt uppgjorde planerna för Centralposthuset, Stockholm.
De många ämbets- och förtroendeuppdragen kom genom den tid de tog i anspråk att i allt högre grad att begränsa hans konstnärliga gärning. I rollen som intendent ingick även arbetsledningen vid offentliga byggnadsföretag och restaureringar. Dahl efterlämnade många akvareller från studieåren i Italien och Spanien, vilka senare överlämnades som gåva till Konstakademien.

## Verk i urval
- Kyrkhults kyrka, 1865.
- Restaurering Gävle rådhus 1871–1874.
- Kungliga biblioteket, Stockholm, 1871–1877
- Asylet för Pauvres Honteux, Surbrunnsgatan, Stockholm (rivet) 1872
- Hangelösa kyrka, 1873
- Villa Solhem, Djurgården, (tillsammans med Ernst Jacobsson) 1874
- Brastads kyrka, 1875–1877.
- Stadshotell, Sala, 1881–1882.
- Utvändig restaurering av Kungsholms kyrka 1882
- Fågelfors kyrka, 1884.
- Ombyggnad av huset vid Vasagatan 20-Klara Vattugränd 3, Stockholm (numera hotell) 1884–1885
- Sofiakyrkan, Jönköping, 1884–1888.
- Mariahissen, Stockholm, 1885–1906
- Allmänna barnhuset (Norrtulls sjukhus), Stockholm 1885
- Norrby kyrka, 1886–1887. Äldre delar.
- Ombyggnad av Mälarbanken i Västerås 1890.
- Posthuset Sundsvall 1891–1893, dito i Nässjö
- Om- och påbyggnad av Apoteket Ugglan, Stockholm, 1893.
- Gamla tekniska högskolan, materialprovningsanstalt och kemiskt laboratorium (det senare tillsammans med Herman Holmgren), 1896–1898
- Riksbank, post och telegraf i Mariestad 1897
- Ombyggnad Nya Elementarskolan, Hötorget, Stockholm (rivet) 1897–1899
- Planer för Centralposthuset, Stockholm, 1898–1904 (fasader av Ferdinand Boberg efter tävling)
- Riksbank i Vänersborg, 1901–1902
- Kapell i Hall utanför Södertälje 1902.
- Kungliga posthuset, Katrineholm, 1906

## Bilder av några verk

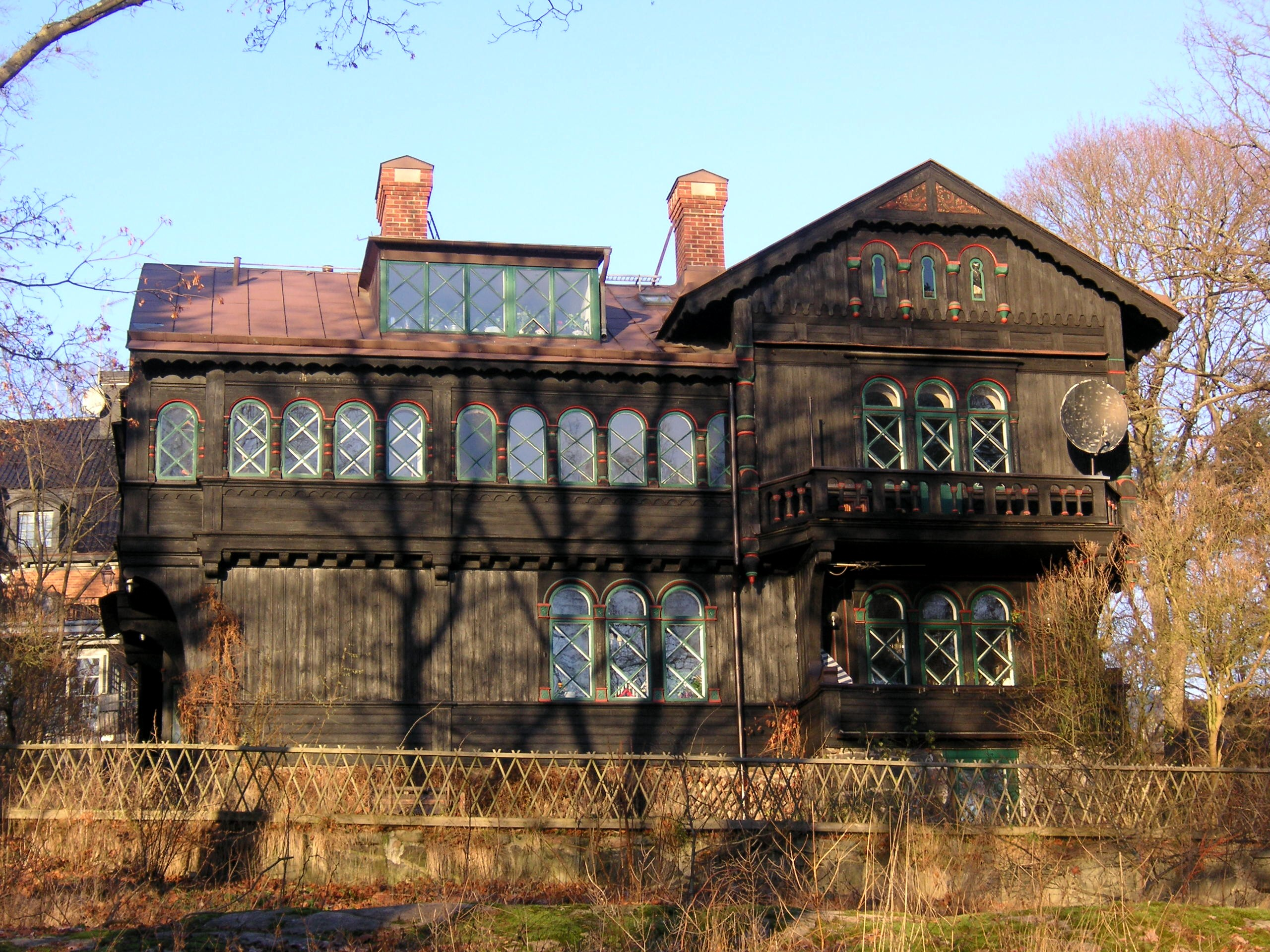
Villa Solhem
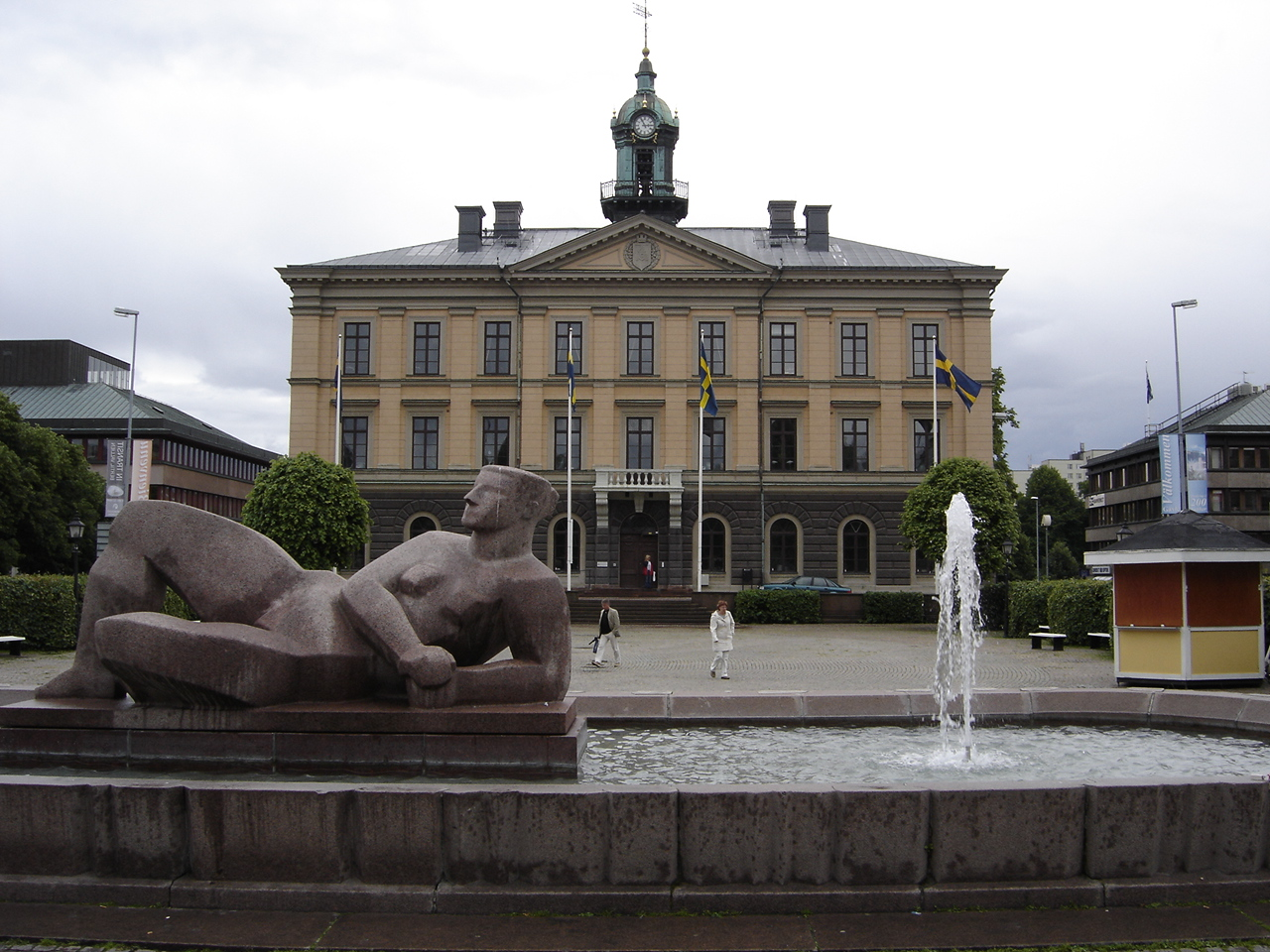
Gävle rådhus
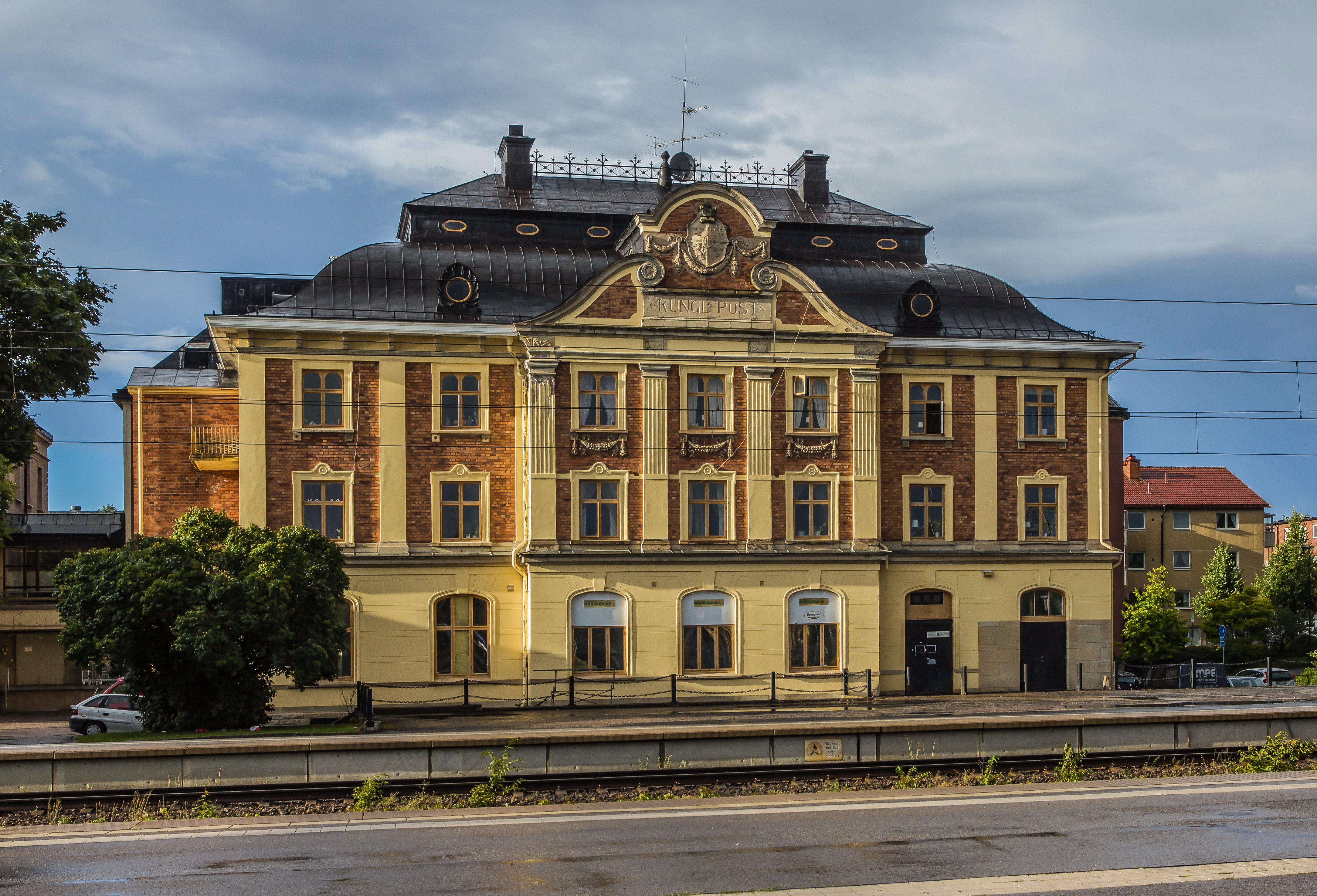
Posthus, Katrineholm
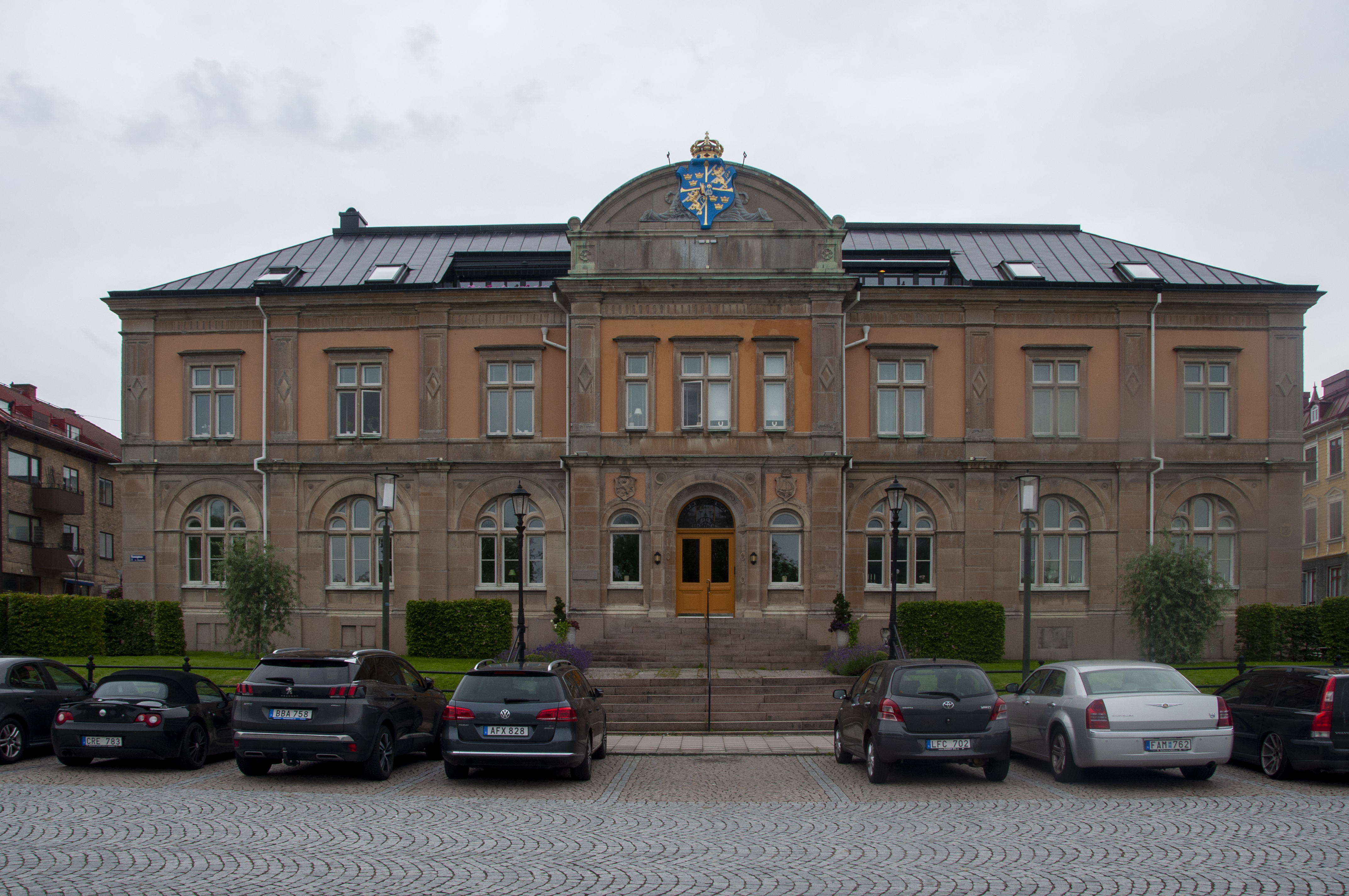
Riksbankshuset, Vänersborg
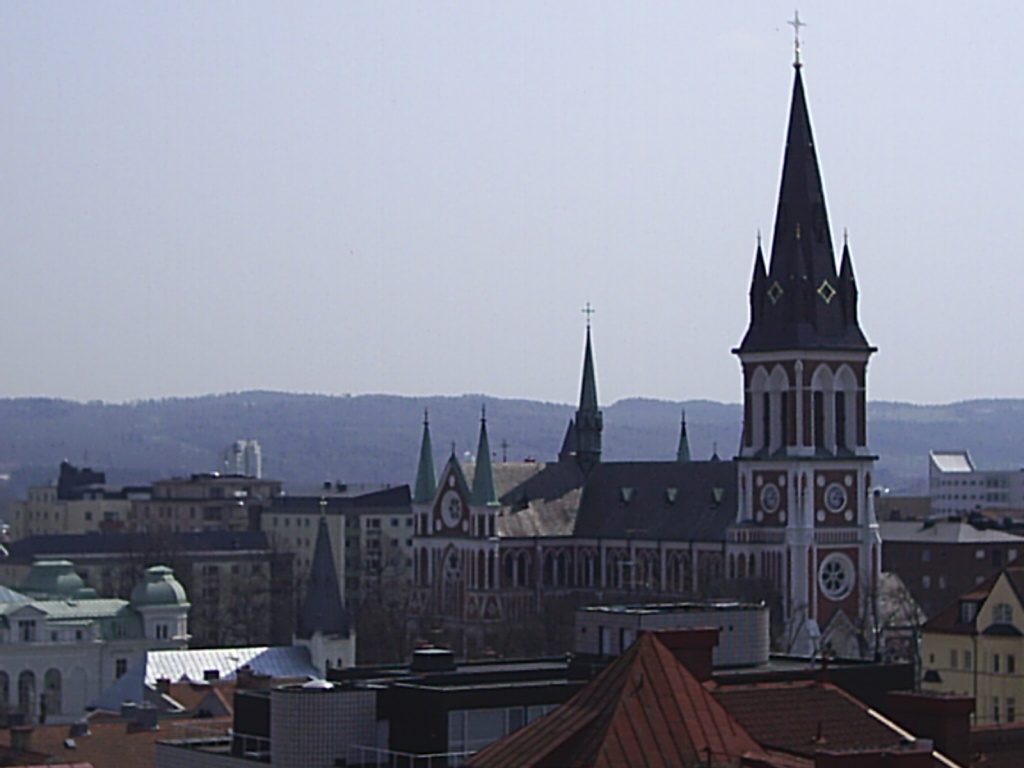
Sofiakyrkan i Jönköping
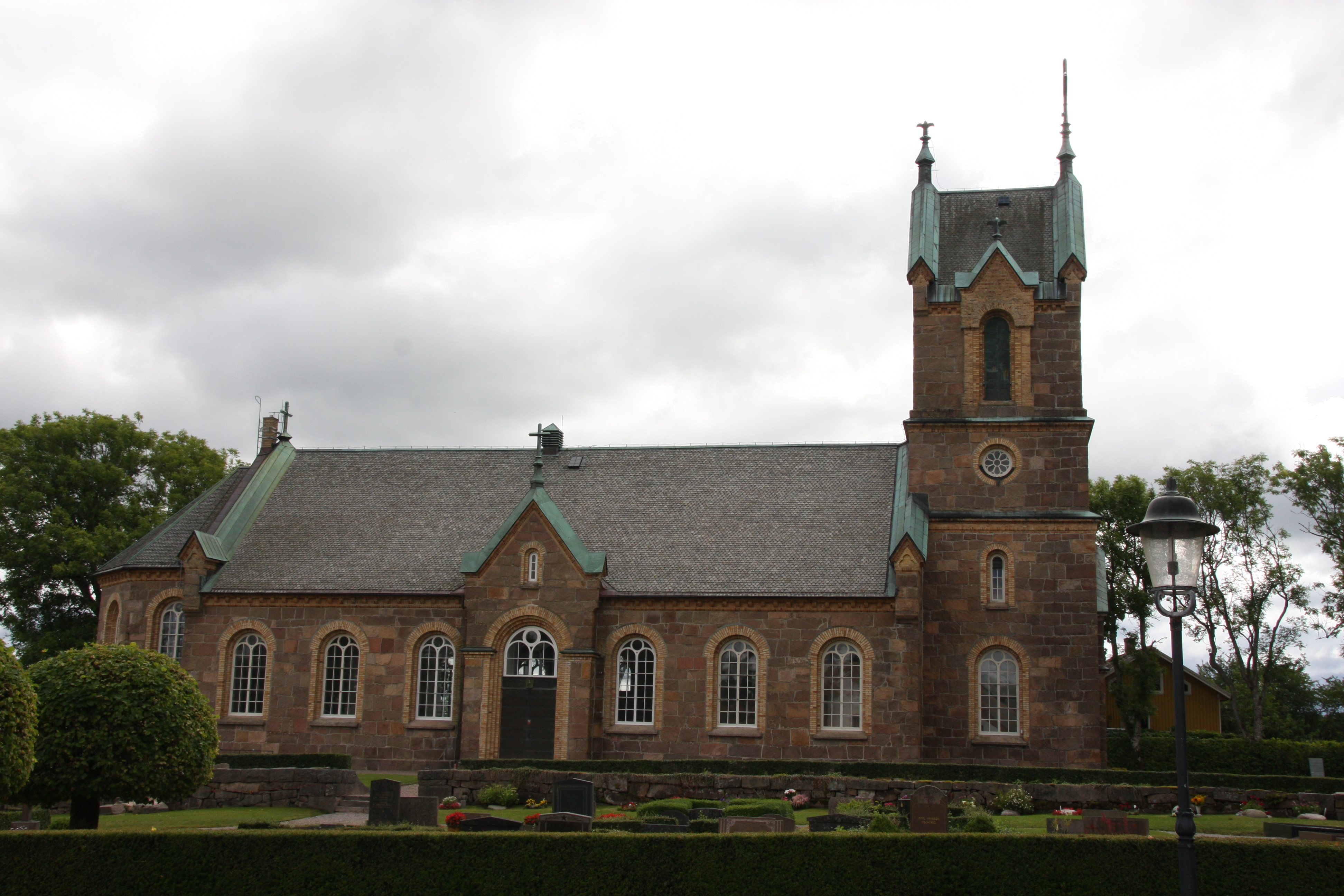
Brastads kyrka
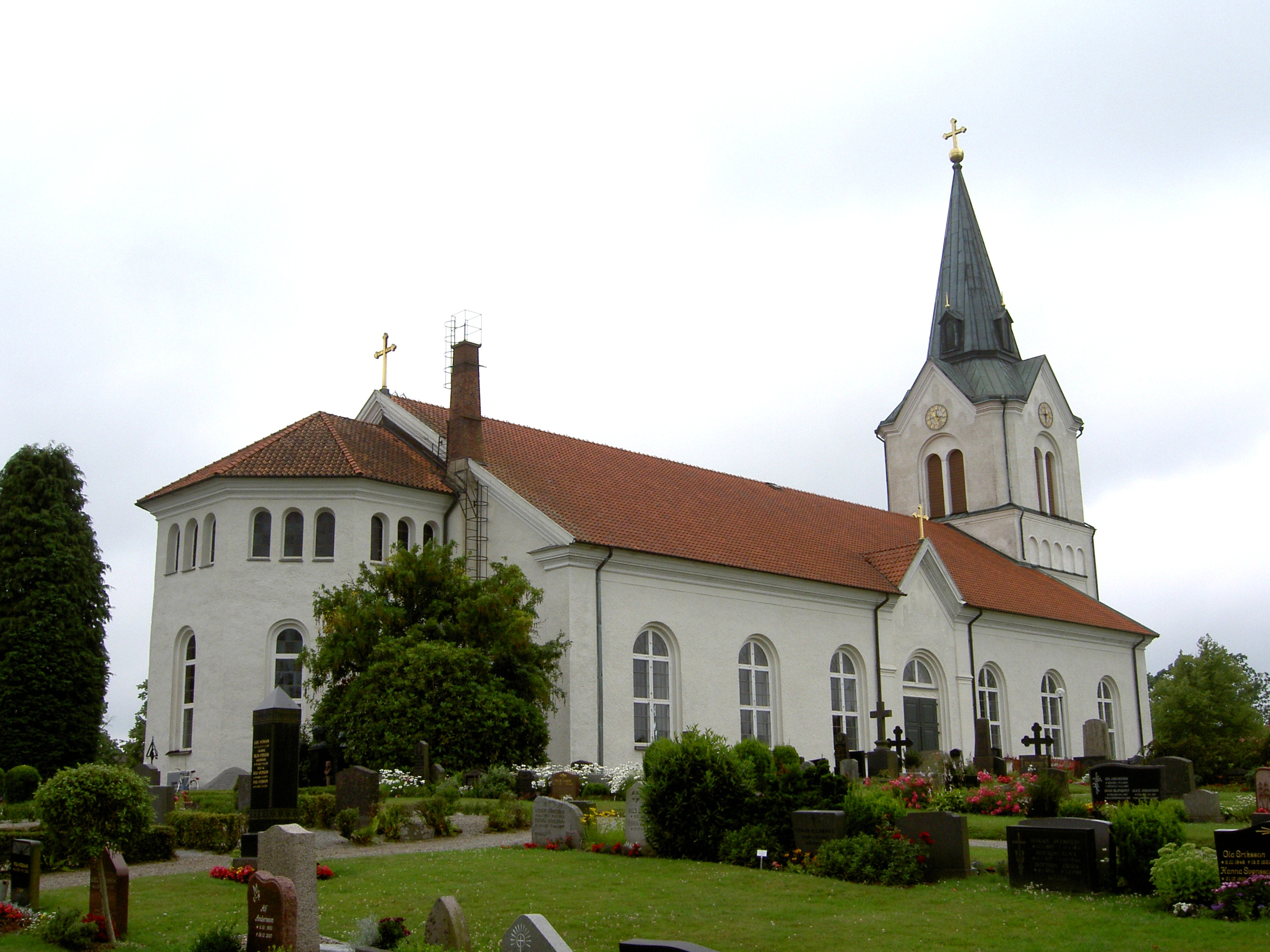
Kyrkhults kyrka
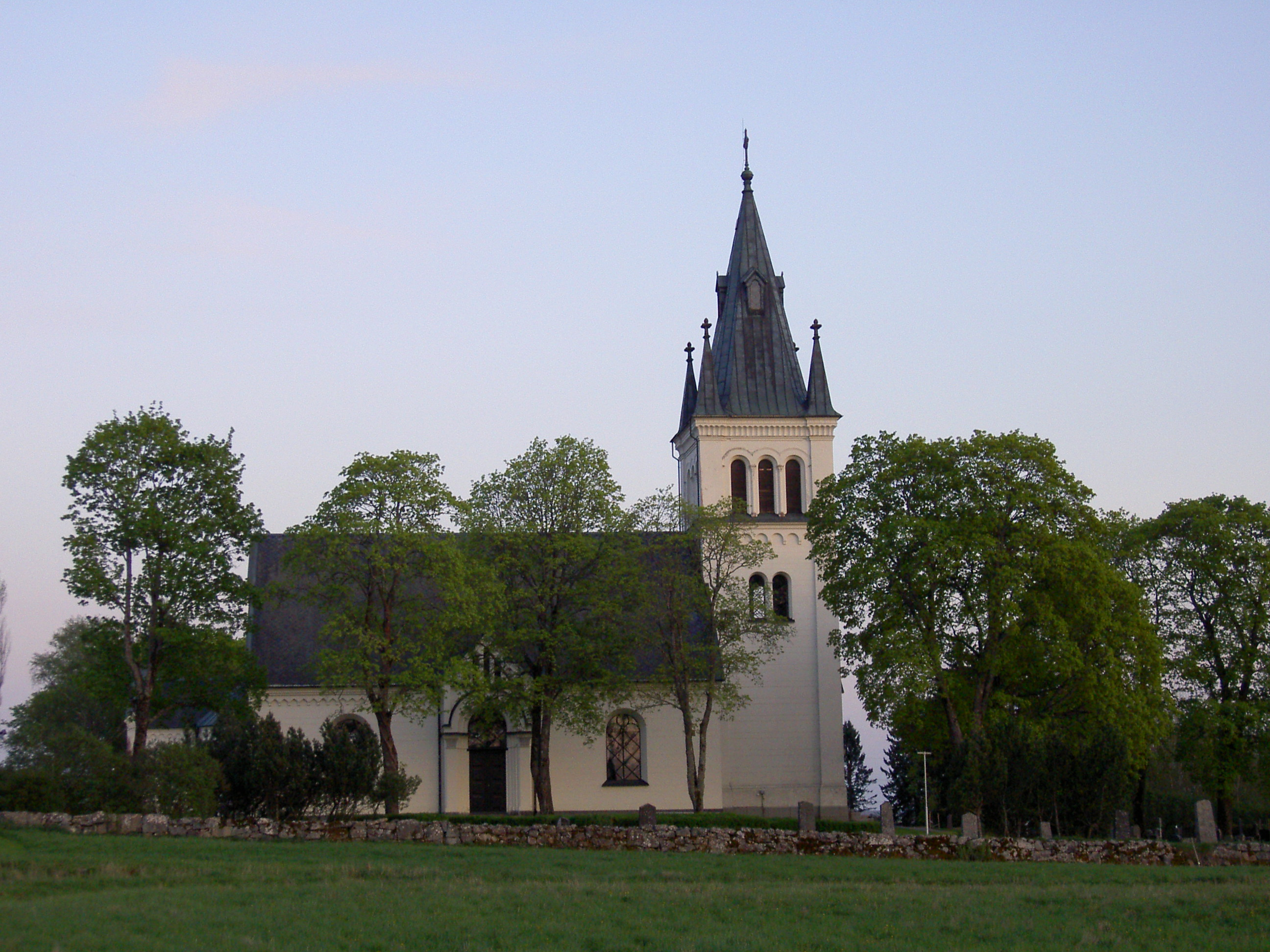
Norrby kyrka